# Jonathan Lade
Jonathan Lade (* 1999 in Berlin) ist ein deutscher Schauspieler.

## Leben
Jonathan Lade wuchs in Berlin auf. Nach seinem Schulabschluss absolvierte er eine professionelle Schauspielausbildung. Er absolvierte außerdem zwei Klassen an der Ivana-Chubbuck-Masterclass in Los Angeles.
Er ist seit 2016 als Schauspieler tätig und wirkte bislang in mehreren Filmen und Fernsehserien mit. Sein Vater ist der Schauspieler Bernd Michael Lade. In dem Film Der Ranger – Paradies Heimat: Junge Liebe spielten beide als Julian Faber und Ralf Faber erstmals ebenfalls Vater und Sohn.
Lade wohnt in Berlin. Er spielt mehrere Musikinstrumente, wie Gitarre, Klavier oder Schlagzeug.

## Filmografie (Auswahl)
- 2020: Wir sind jetzt (Fernsehserie)
- 2021: Der Ranger – Paradies Heimat: Junge Liebe (TV-Reihe)
- 2022: Die Toten vom Bodensee – Unter Wölfen (TV-Reihe)
- 2022: Neben der Spur ist auch ein Weg
- 2023: Die nettesten Menschen der Welt (Mini-Serie)
- 2023: Wolfswinkel
- 2025: Polizeiruf 110: Böse geboren (Fernsehreihe)